# Линн, Джеймс Томас
Джеймс Томас Линн (англ. James Thomas Lynn; 27 февраля 1927 года, Кливленд, штат Огайо, США — 6 декабря 2010 года, Бетесда, Мэриленд, США) — американский юрист и государственный деятель, министр жилищного строительства и городского развития США (1973—1975).

## Биография
В 1948 г. окончил с отличием Университет Вестерн-резерв, а в 1951 г. — также с отличием Гарвардскую школу права. В Гарварде сотрудничал с университетским изданием «Harvard Law Review». Затем сотрудничал с крупнейшей адвокатской конторой Кливленда Jones, Day, Cockley and Reavis, став в 1960 г. её партнёром. На этой должности он проработал до 1969 г.
В 1969—1971 гг. — главный юрисконсульт Министерства торговли США, в 1971—1973 гг. — заместитель министра торговли.
В 1973—1975 гг. — министр жилищного строительства и городского хозяйства США.
В 1975—1977 гг. — директор Административно-бюджетного управления при Президенте США.
В 1970-х гг. вошёл в состав Совета директоров страховой кампании Aetna, став в 1980-х гг. его председателем.
Являлся главным юрисконсультом Национального комитета Республиканской партии в 1979 г.
В 1990-х гг. работал в совете по науке, технологиям и экономической политики, а также в советах директоров Pfizer и TRW; также являлся сопредседателем бизнес-ассоциации Business Roundtable, участвовал в деятельности Комиссии по изучению бюджетирования капиталовложений и исследовательского центра «Комитет за Ответственный Федеральный Бюджет» (The Committee for a Responsible Federal Budget). Являлся почётным попечителем Института Брукингса.